# 770년

## 연호
- 당(唐) 대력(大曆) 5년
- 일본(日本) 진고케이운(神護景雲) 4년 / 호키(宝亀) 원년

## 기년
- 당(唐) 대종(代宗) 9년
- 신라(新羅) 혜공왕(惠恭王) 6년
- 발해(渤海) 문왕(文王) 34년

## 사건
- 신라, 대아찬 김융이 반란을 꾀하자 살해당함.